# Quorum sensing
A comunicação entre bactérias dependente de quórum (“Quorum sensing”, QS) refere-se à capacidade das bactérias de detetar e responder, através da regulação génica, à densidade celular. Esta comunicação permite às bactérias restringir a expressão de genes específicos de modo a que esta ocorra apenas na presença de um elevado número de bactérias, onde o fenótipo resultante será o mais benéfico para a população. Várias espécies bacterianas usam esta comunicação para coordenar a expressão génica de acordo com a densidade celular local. Alguns dos fenótipos mais comuns regulados através de “quorum sensing” incluem a formação de biofilmes, a expressão de fatores de virulência, motilidade, regulação da bioluminescência, fixação de azoto e a esporulação 

## Descoberta
“Quorum sensing” foi reportado pela primeira vez em 1970 na bactéria marinha fotoluminescente Aliivibrio fischeri, por Kenneth Nealson, Terry Platt, e J. Woodland Hastings . Em culturas recentemente inoculadas, esta bactéria não sintetiza luciferase, uma enzima oxidativa que usa luciferina como substrato para a emissão de bioluminescência, sendo que esta só é sintetizada após um aumento da população bacteriana, tendo, por esta razão, o fenómeno sido denominado de autoindução.

## Mecanismo
Bactérias gram-positivas e gram-negativas usam este mecanismo havendo, no entanto, algumas diferenças entre ambas . Para que o “quorum sensing” ocorra, são necessárias três caraterísticas: a secreção de uma molécula sinalizadora, denominada molécula auto-indutora, a presença de receptores, para deteção de diferenças na concentração de moléculas sinalizadoras, e regulação da transcrição génica, como resposta . Este processo é criticamente dependente do mecanismo de difusão das moléculas sinalizadoras. A sua secreção ocorre em pequenas quantidades por cada bactéria. No entanto, quando a densidade celular aumenta há um aumento concomitante da concentração local de moléculas sinalizadoras o que permite a sua deteção por recetores na membrana plasmática ou no citoplasma, o que leva a alterações da expressão génica . Descobriu-se que a manipulação do sinal de detecção de quorum AI-2 afeta a microbiota intestinal tratada com antibiótico e "pode moldar a composição da microbiota sob condições de disbiose"

#### Bactérias gram-positivas
Bactérias gram-positivas usam péptidos auto-indutores (“autoinducing peptides”, AIP) como moléculas sinalizadoras .
Quando bactérias gram-positivas detetam uma elevada concentração de péptidos auto--indutores, estes ligam-se a um recetor na membrana, ativando uma cinase. Esta cinase fosforila um fator de transcrição responsável pela regulação da transcrição génica.

#### Bactérias gram-negativas
Bactérias gram-negativas usam N-acil-homoserina lactonas (AHL) como moléculas sinalizadoras , que entram na célula por difusão e se ligam diretamente ao fator de transcrição para alterar a transcrição génica .

### Exemplos

#### Aliivibrio fischeri
A bactéria bioluminescente A. fischeri é o primeiro organismo em que foi observado QS. Ele vive como um simbionte mutualístico no fotóforo (ou órgão produtor de luz) da lula bobtail havaiana. Quando as células de A. fischeri são de vida livre (ou planctônica), o autoindutor está em baixa concentração e, portanto, as células não apresentam luminescência. No entanto, quando a população atinge o limiar no fotóforo (cerca de 1011 células / ml), a transcrição da luciferase é induzida, levando à bioluminescência. Em A. fischeri a bioluminescência é regulada por AHLs (N-acil-homoserina lactonas), que é um produto do gene LuxI cuja transcrição é regulada pelo ativador LuxR. LuxR funciona apenas quando AHLs se liga ao LuxR.

#### Pseudomonas aeruginosa
O patógeno oportunista Pseudomonas aeruginosa usa quorum sensing para coordenar a formação de biofilme, enxameação, produção de exopolissacarídeo, virulência e agregação celular. Essas bactérias podem crescer dentro de um hospedeiro sem prejudicá-lo até que atinjam uma concentração limite. Em seguida, eles se tornam agressivos, desenvolvendo-se a ponto de seus números serem suficientes para superar o sistema imunológico do hospedeiro e formar um biofilme, levando à doença dentro do hospedeiro, pois o biofilme é uma camada protetora que envolve a população bacteriana. Outra forma de regulação gênica que permite que as bactérias se adaptem rapidamente às mudanças circundantes é por meio da sinalização ambiental. Estudos recentes descobriram que a anaerobiose pode impactar significativamente o circuito regulatório principal de detecção de quorum. Essa importante ligação entre quorum sensing e anaerobiose tem um impacto significativo na produção de fatores de virulência desse organismo. Espera-se que a degradação enzimática terapêutica das moléculas de sinalização impeça a formação de tais biofilmes e, possivelmente, enfraqueça os biofilmes estabelecidos. A interrupção do processo de sinalização dessa forma é chamada de inibição de quorum sensing.

## Quorum Quenching
O “quorum quenching” consiste no processo de prevenção e/ou inibição de “quorum sensing”, ao interferir com a presença e deteção das moléculas sinalizadoras . Este é um mecanismo utilizado por vários organismos, tanto na reciclagem das suas próprias moléculas sinalizadoras como na competição com outros organismos que emitem sinais de QS. Existe uma grande diversidade de moléculas que, através de vários mecanismos possibilitam o “quorum quenching”. Por exemplo, certas enzimas conseguem inativar os sinais de “quorum sensing” de outros organismos, sendo denominadas de enzimas QQ, por outro lado, as moléculas que possuem a capacidade de interferir através da degradação ou modificação das moléculas sinalizadoras de QS são designadas por inibidores de QS. Foi ainda identificado um terceiro mecanismo que envolve a síntese de novas moléculas que mimetizam, estrutural mas não funcionalmente, as moléculas sinalizadoras e bloqueiam assim os recetores 

### Mimetização de moléculas sinalizadoras
São conhecidos dois grandes grupos de moléculas capazes de mimetizar os sinais de QS, nomeadamente as furanonas halogenadas, que mimetizam AHL, e também péptidos sintéticos que mimetizam os auto-indutores que atuam por ligação aos recetores nas células. Existem evidências que as furanonas também atuam nos mecanismos de transcrição dependentes de AHL, diminuindo significativamente o tempo de vida do autoindutor LuxR .

### Degradação de moléculas sinalizadoras
A estirpe bacteriana Bacillus cereus KM1S, isolada no solo da floresta tropical da Malásia, possui um mecanismo de “quorum quenching” bastante bem estudado. A cinética de degradação de AHLs foi estudada usando cromatografia líquida de rápida resolução (RRLC) e descobriu-se que o genoma desta estirpe codifica uma enzima que seletivamente degrada as moléculas de AHL, com potencial para ser usada como agente de controlo para doenças infeciosas dependentes de QS . 

### Modificação de moléculas sinalizadoras
Como já foi mencionado, AHLs são as moléculas sinalizadoras de “quorum sensing” pelas bactérias gram-negativas. Porém, estas moléculas podem ter diferentes tamanhos e diferentes grupos funcionais no grupo acilo. Isto resulta numa grande diversidade de AHLs, cujas modificações adicionais podem resultar na sua inativação. Por exemplo, as bactérias Curvibacter sp., principais colonizadores de Hydra vulgaris, produzem 3-oxo-HSL como molécula sinalizadora de QS. Porém, o hospedeiro possui uma oxidoreductase que converte 3-oxo-HSL em 3-hidroxi-HSL, inativando assim a molécula sinalizadora .

## Aplicações
“Quorum quenching” tem sido bastante explorado na área da aquacultura, de forma a impedir a propagação de doenças e evitar o uso extensivo de antibióticos. Esta estratégia também tem sido aplicada na agricultura, para restringir a propagação de bactérias patogénicas que usam QS, passando pela modificação do cultivo para começarem a produzir enzimas QQ ou pela colonização da rizosfera com bactérias capazes de degradar sinais de QS .
É ainda uma área de interesse na prevenção da bioincrustação (“biofouling”), que levanta graves problemas no tratamento de águas residuais, pela formação de biofilmes que diminuem a eficiência dos processos . Revela-se ainda um problema recorrente nas indústrias de transporte marítimo, nomeadamente nos cascos dos navios, e as metodologias de tratamento atuais dependem de compostos bastante tóxicos para o meio ambiente, pelo que o uso de estratégias de “quorum quenching” para inibir a formação de biofilmes apresenta-se como uma alternativa viável .